# Fabio Bencivenga
Fabio Bencivenga (Capua, 1976. január 20. –) olimpiai bronzérmes (1996), világbajnoki ezüstérmes (2003) és Európa-bajnok (1995) olasz vízilabdázó, 2012-es visszavonulásáig az Acquachiara centere volt.